# Mieczysław Tarwid

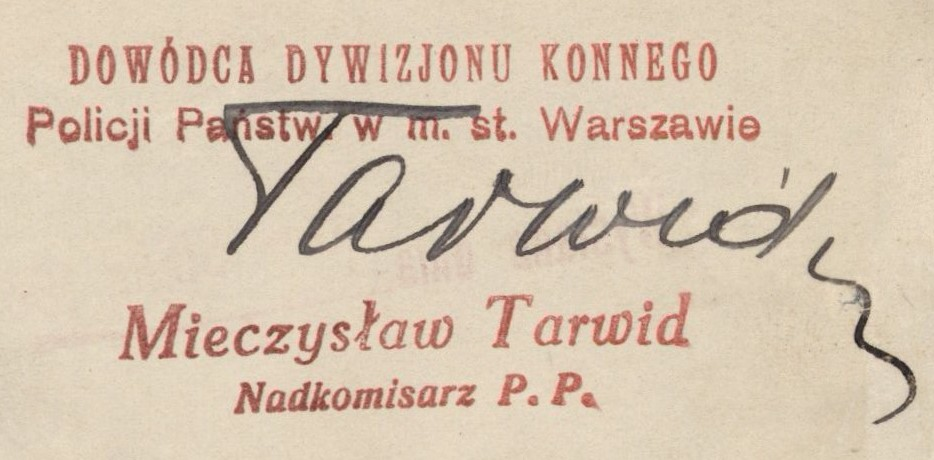
Parafa i pieczątka Mieczysława Tarwida

Mieczysław Tarwid herbu Rawicz  (ur. 1 maja 1890 w Korsówce, zm. 1 sierpnia 1959 w Warszawie) – rotmistrz Wojska Polskiego, nadkomisarz Policji Państwowej, podinspektor Państwowego Korpusu Bezpieczeństwa.

## Życiorys
Urodził się 1 maja 1890 w Korsówce, w ówczesnym powiecie lucyńskim guberni witebskiej, w rodzinie Piotra i Zofii z domu Kwinto. Ukończył gimnazjum z maturą i pięć semestrów prawa na Uniwersytecie Petersburskim.
W czasie I wojny światowej służył w armii rosyjskiej , a od 27 listopada 1917 do 1 czerwca 1918 w I Korpusie Polskim w Rosji.
W Wojsku Polskim służył w 22 Pułku Ułanów. 8 stycznia 1924 został zatwierdzony w stopniu rotmistrza ze starszeństwem z 1 czerwca 1919 i 277. lokatą w korpusie oficerów rezerwy jazdy. Posiadał przydział w rezerwie do 22 puł. w Radymnie. W 1934, jako oficer rezerwy, pozostawał w ewidencji Powiatowej Komendy Uzupełnień Warszawa Miasto III. Posiadał przydział do Oficerskiej Kadry Okręgowej Nr I. Był wówczas w grupie oficerów „pełniących służbę w Policji Państwowej w stopniu oficera P.P.”
W 1924 wstąpił do Policji Państwowej. Trzy lata później został komendantem Rezerwy Konnej i Pieszej w Łodzi, a w 1931 komendantem Rezerwy Konnej w Warszawie. W 1936 został wyznaczony na stanowisko dowódcy Dywizjonu Konnego Policji Państwowej w m. st. Warszawie.
W latach okupacji niemieckiej pełnił służbę w Policji Polskiej Generalnego Gubernatorstwa. Tu komendant obwodu „Północ” Komendy Policji Państwowej m. st. Warszawy (stąd był jednym ze sprawujących nadzór nad Służbą Porządkową (policją) w getcie warszawskim.
W czasie powstania warszawskiego pełnił służbę na stanowisku oficera inspekcyjnego Komendy Miasta Państwowego Korpusu Bezpieczeństwa .
Zmarł 1 sierpnia 1959 w Warszawie. Został pochowany na Cmentarzu Wojskowym na Powązkach (kwatera A18-1-10/11).
Mieczysław Tarwid był żonaty z Władysławą Brędo, z którą miał trzech synów: Konrada oraz bliźniaków Olgierda i Zdzisława .
Konrad Tarwid ps. „Jastrząb” (ur. 5 stycznia 1923 w Warszawie) jako sierżant podchorąży walczył w powstaniu warszawskim w składzie Rejonu II (Koło) Obwodu Wola Armii Krajowej, a następnie w szeregach Batalionu im. Sowińskiego.

## Odznaczenia
- Złoty Krzyż Zasługi[3]
- Medal Niepodległości – 23 grudnia 1933 „za pracę w dziele odzyskania niepodległości”[14]
- Srebrny Krzyż Zasługi[3]
- Medal Pamiątkowy za Wojnę 1918-1921 „Polska Swemu Obrońcy”[3]
- Medal Dziesięciolecia Odzyskanej Niepodległości[3]
- Medal Międzysojuszniczy „Médaille Interalliée”[3]